# Негода, Владимир Фёдорович
Негода Владимир Фёдорович (14 ноября 1954, Покровское, Днепропетровская область — 5 ноября 2017, Киев) — украинский деятель, председатель Орджоникидзевского (Покровского) горсовета Днепропетровской области, директор ООО «Украинская торгово-промышленная корпорация». Академик Украинской технологической академии (2002). Народный депутат Украины 1-го созыва.

## Биография
Родился 14 ноября 1954 года в селе Покровское Никопольского района Днепропетровской области в крестьянской семье.
В 1971—1972 годах — ученик модельщика фасонно-литейного цеха, модельщик литейного цеха Криворожского металлургического комбината «Криворожсталь» имени Ленина Днепропетровской области.
В 1972—1974 годах — служба в Советской армии.
В 1974—1975 годах — слушатель подготовительного отделения Днепропетровского государственного университета имени 300-летия воссоединения Украины с Россией.
В 1975—1980 годах — студент физического факультета Днепропетровского государственного университета имени 300-летия воссоединения Украины с Россией, физик.
В 1980—1983 годах — инженер-технолог, старший технолог завода «Континент» (с 1981 года «Кварцит») города Орджоникидзе (ныне Покров) Днепропетровской области. В 1983—1985 годах — начальник производства завода «Кварцит» города Орджоникидзе.
Член КПСС с 1983 года.
В 1985—1987 годах — лектор Орджоникидзевского городского комитета КПУ Днепропетровской области. В 1987 году — инструктор промышленно-транспортного отдела Орджоникидзевского городского комитета КПУ Днепропетровской области.
В 1987—1989 годах — заместитель председателя исполнительного комитета Орджоникидзевского городского совета народных депутатов Днепропетровской области.
В 1989 году окончил Международную школу менеджеров в Чехословакии.
В августе 1989 — 1991 году — директор завода «Кварцит» города Орджоникидзе Днепропетровской области.
25 марта 1990 года избран народным депутатом Украины, 2-й тур, 45,19 % голосов, 5 претендентов. Входил в группу «Согласие-Центр», группу «Рада». Член комиссии ВР Украины по вопросам социальной политики и труда.
В мае 1991 — 1993 году — председатель Орджоникидзевского городского совета народных депутатов Днепропетровской области.
В июне 1993 — 20 мая 1994 года — начальник управления по подготовке кадров и учёта кадров государственной исполнительной власти Кабинета министров Украины.
20 мая 1994 — августе 1996 года — заместитель председателя Государственного таможенного комитета Украины.
В 1996—1997 годах — 1-й заместитель главы представительства в Украине международной энергетической компании «Итера».
В 1996—1999 годах — студент заочного отделения Днепропетровской академии управления, бизнеса и права.
В 1997—1998 годах — генеральный директор, вице-президент ЗАО «Энерготрансинвест»; генеральный директор торгово-энергетической компании «Энергия».
В ноябре 1998 — 2000 году — заместитель начальника департамента промышленной политики государственной акционерной компании «Укрресурсы».
В июле 2000 — мае 2003 года — заместитель генерального директора государственного предприятия «Укринтеравтосервис» Министерства транспорта Украины.
В мае 2003 — августе 2004 года — заместитель генерального Киевского областного государственного объединения «Киевспирт» департамента продовольствия Министерства агропромышленной политики Украины.
В сентябре 2004 — ноябре 2005 года — директор Ассоциации таможенных брокеров Украины.
С ноября 2005 года — директор ООО «Украинская торгово-промышленная корпорация».
Почётный член, член правления (1997—1998) фондов «Международная помощь», «Фонд милосердия». Член комиссии по вопросам морской политики при Президенте Украины (декабрь 1995 — май 1998). Заместитель председателя общественной коллегии при Государственной таможенной службе Украины (с февраля 2005).
Председатель политической партии «Украинский союз труда "Орий"» (январь 2000 — февраль 2004). Член политической партии Всеукраинское объединение «Батькивщина».
Затем на пенсии.
Умер 5 ноября 2017 года в Киеве.